# LIVE TOUR 2006 The Last Destination
『LIVE TOUR 2006 The Last Destination』（ライブ・ツアー 2006 ザ・ラスト・デスティネーション）は、日本の歌手中森明菜の12作目のライブ・ビデオ。この映像作品は2007年1月17日にユニバーサルシグマからリリースされた (DVD: UMBK-1115)。

## 背景
『LIVE TOUR 2006 The Last Destination』は、2006年に開催した中森の全国コンサート・ツアーAKINA NAKAMORI LIVE TOUR 2006 〜The Last destination〜の2006年8月8日の最終公演、東京国際フォーラムホールAでのライブ映像を収録したライブDVDである。この映像作品は、2007年1月17日にDVD (UMBK-1115)で発売された。また、カバー・アルバム歌姫シリーズのベスト・アルバム『歌姫ベスト 〜25th Anniversary Selection〜』と同時発売され、両者を購入した応募者には抽選でスペシャル・グッズがプレゼントされるキャンペーンも展開された。ライブDVDの初回限定盤には、ライブ写真集ブックレットが封入された。本作発売より先行して2006年10月13日 (22:00〜)からスカパー!にて、2006年11月1日からはeonetにてライブ映像が放送・配信された。

## 収録曲
| #   | タイトル                          | 作詞                       | 作曲           |
| --- | --------------------------------- | -------------------------- | -------------- |
| 1.  | 「花よ踊れ」                      | 夏蓮                       | 羽場仁志       |
| 2.  | 「The Heat 〜musica fiesta〜」    | Adya                       | URU            |
| 3.  | 「月華」                          | 松井五郎                   | 梶原秀剛       |
| 4.  | 「落花流水」                      | 松本隆                     | 林田健司       |
| 5.  | 「赤い花」                        | KIM HYUNG SEOK・川江美奈子 | KIM HYUNG SEOK |
| 6.  | 「LOVE GATE」                     | Rie・Miran:Miran           | Rie            |
| 7.  | 「紅夜 -beniyo-」                 | 林桃子                     | 林田健司       |
| 8.  | 「嘘つき」                        | 川江美奈子                 | 江上浩太郎     |
| 9.  | 「眠れる森の蝶」                  | 川江美奈子                 | 江上浩太郎     |
| 10. | 「Grace Rain」                    | Rie                        | Rie            |
| 11. | 「Heartbreak」                    | 青木久美子                 | 葛口雅行       |
| 12. | 「MOONLIGHT SHADOW-月に吠えろ」   | 高見沢俊彦                 | 小室哲哉       |
| 13. | 「APPETITE」                      | 夏野芹子                   | U-ki           |
| 14. | 「愛撫」                          | 松本隆                     | 小室哲哉       |
| 15. | 「原始、女は太陽だった」          | 及川眠子                   | MASAKI         |
| 16. | 「TATTOO」                        | 森由里子                   | 関根安里       |
| 17. | 「飾りじゃないのよ涙は」          | 井上陽水                   | 井上陽水       |
| 18. | 「1⁄2の神話」                     | 売野雅勇                   | 大沢誉志幸     |
| 19. | 「ミ・アモーレ〔Meu amor é･･･〕」 | 康珍化                     | 松岡直也       |
| 20. | 「TANGO NOIR」                    | 冬杜花代子                 | 都志見隆       |
| 21. | 「少女A」                         | 売野雅勇                   | 芹澤廣明       |
| 22. | 「DESIRE -情熱-」                 | 阿木燿子                   | 鈴木キサブロー |

| #   | タイトル     | 作詞 | 作曲     |
| --- | ------------ | ---- | -------- |
| 23. | 「花よ踊れ」 | 夏蓮 | 羽場仁志 |

| #   | タイトル                           | 作詞       | 作曲       |
| --- | ---------------------------------- | ---------- | ---------- |
| 24. | 「MC〜スローモーション」(アカペラ) | 来生えつこ | 来生たかお |
| 25. | 「GAME」                           | 工藤周     | 林田健司   |

## リリース履歴
| 発売日         | レーベル                 | 規格 | 品番          | 備考                                       |
| -------------- | ------------------------ | ---- | ------------- | ------------------------------------------ |
| 2007年1月17日  | ユニバーサルミュージック | DVD  | UMBK-1115     |                                            |
| 2007年11月21日 | ユニバーサルミュージック | DVD  | UMBK-9189     | [ 6 ]                                      |
| 2016年5月4日   | ユニバーサルミュージック | DVD  | UPBH-1404～10 | 『中森明菜 THE LIVE DVD COMPLETE BOX』より |
| 2017年3月8日   | ユニバーサルミュージック | DVD  | UPBY-9038     |                                            |
| 2020年10月7日  | ユニバーサルミュージック | DVD  | UPBY-9113     |                                            |

## AKINA NAKAMORI LIVE TOUR 2006 〜The Last destination〜
AKINA NAKAMORI LIVE TOUR 2006 〜The Last destination〜（アキナ・ナカモリ・ライブ・ツアー 2006 ザ・ラスト・デスティネーション）は、日本の歌手中森明菜のコンサート・ツアー。このツアーは2006年6月から8月にかけて開催された。
背景
AKINA NAKAMORI LIVE TOUR 2006 〜The Last destination〜は、デビュー25周年目を迎え、スタジオ・アルバム『DESTINATION』を引っ提げた中森の全国コンサート・ツアーである。2006年8月8日の東京国際フォーラムホールAの最終公演にてライブ収録が行われた。本ツアーで中森は、ホール・ツアーを最後にするという主旨の発言を残しており、同公演を収めたライブDVDの公式サイトでも同様の解説が付けられている。最終日のみ、アンコールで「帰省 〜Never Forget〜」がアカペラで歌われた。（DVD未収録）。ライブDVDの『LIVE TOUR 2006 The Last Destination』は2007年1月にリリースされた。なお、ライブ・ツアー自体は、本ツアーから3年後の2009年8月にAKINA NAKAMORI Special Live 2009 “Empress at Yokohama”を開催した。
セットリスト

| 1. 「花よ踊れ」 2. 「The Heat 〜musica fiesta〜」 3. 「月華」 4. 「落花流水」 5. 「赤い花」 6. 「LOVE GATE」 7. 「紅夜 -beniyo-」 8. 「嘘つき」 9. 「眠れる森の蝶」 10. 「Grace Rain」 11. 「Heartbreak」 12. 「MOONLIGHT SHADOW-月に吠えろ」 13. 「APPETITE」 14. 「愛撫」 | 1. 「原始、女は太陽だった」 2. 「TATTOO」 3. 「飾りじゃないのよ涙は」 4. 「1⁄2の神話」 5. 「ミ・アモーレ〔Meu amor é･･･〕」 6. 「TANGO NOIR」 7. 「少女A」 8. 「DESIRE -情熱-」 アンコール1 1. 「花よ踊れ」 アンコール2 1. 「スローモーション」 2. 「GAME」 アンコール3 1. 「帰省 〜Never Forget〜」 |

ツアー日程
2006年6月24日から2006年8月8日、全国7都市8公演
| 日付（2006年） | 都道府県 | 会場                           |
| -------------- | -------- | ------------------------------ |
| 6月24日        | 広島県   | 広島厚生年金会館               |
| 7月1日         | 福岡県   | 福岡国際センター               |
| 7月13日        | 大阪府   | 大阪府立国際会議場メインホール |
| 7月21日        | 大阪府   | 大阪府立国際会議場メインホール |
| 7月23日        | 愛知県   | 愛知県芸術劇場大ホール         |
| 7月27日        | 兵庫県   | 神戸国際会館こくさいホール     |
| 7月30日        | 神奈川県 | パシフィコ横浜・国立大ホール   |
| 8月8日         | 東京都   | 東京国際フォーラムホールA      |

## クレジット
『LIVE TOUR 2006 The Last Destination』のライナー・ノーツより
- アート・ディレクション & デザイン: 中島裕次
- フォトグラファー: KENTAROU KANBE、中島裕次
- オーサリング: ビデオテック

AKINA NAKAMORI LIVE TOUR 2006 〜The Last destination〜のツアー・パンフレットより
| - キーボード: 上杉洋史 - ドラムス: 松本淳 - ベース: 須長和広 - ギター: 日高恵一 - サックス: 竹上良成 - トランペット: 小林太 - コーラス: Ebony Michele Fay、Olivia Burrell - マニピュレーター: 八巻誠 - サウンド・エンジニア: 鈴木順 - バンド・マネージャー: KAORU TAKASU - ステージ・マネージャー: RIE SHIRAISHI、MASATOSHI YAMADA - ライティング・デザイナー: YORIO SUZUKI - ライティング・オペレーター: TATSUYA KOBAYASHI、TSUNEMICHI ABE、RYOTA EBINA - サウンド/F.O.H: RYO IWATA - サウンド/モニター: YOSHITAKA IMAI - サウンド/サウンド・エンジニア: NARIKI YOSHIDA - インストゥルメンツ・テクニシャン: AKIRA EBASHI、KAZUYA TAKAHASHI - ステージ・セット: YOSHITAKA EZAWA、JIN YOKOYAMA、HIDETAKA ASANO - ビデオ・クルー: SHINJI TANAKA、KOICHI OHARA、KENJI TAJIMA、KENTARO HAYASHI、YASUHIRO CHIDA - トランスポート: ATSUSHI ISHIGOOKA、HIROSHI WATANABE、NORIYASU OGASAWARA、NOBUAKI MASE、HIROSHI KURAMOTO - ツアー・プロデューサー: TAKASHI OGINO | - ツアー・マネージャー: YOSUKE TOGII - ツアー・デスク: AKEMI NUMATA - マーチャンダイジング: JUN KOBAYASHI - アート・ディレクター: 中島裕次 - グラフィック・デザイナー: TEN TONAKAI - アシスタント・グラフィック・デザイナー: NOBUO SHIMURA - コスチューム: 中澤進 - ロゴ・デザイン: YOUZ - A&R: 森淳一、TAKU NAKAMURA、TETSUTARO IDA - セールス・プロモーション: RITSURO MINOWA - Heads of Media Promotion: TOSHIO KANEHAKO、大原浩 - Head of Product Management Division: 藤倉尚 - エグゼクティヴ・プロデューサーズ: 寺林晁、KAZU KOIKE - マネージャー: HIDETOMO NAKAO - アシスタント・マネージャー: YUMIKO KAWABATA - エグゼクティヴ・プロデューサー: 門村崇志 - 広島: EIJI MIYAMOTO、KOSEI YONEHARA、KEISUKE MAKIO、HIROKO SHODA - 福岡: YOSHIKAZU HATAHORI、TETSUYA HARADA、YOSUKE YAMAMOTO - 大阪/神戸: YUZO SUZUOKI、TAKESHI OHTA、MASAAKI KAWASAKI - 名古屋: KEI ENDO、IWAO HIKITA - 横浜: HITOSHI SHIMADA、YUSUKE SATO - 東京: TAKASHI OGINO、YOSUKE TOGII、AKEMI NUMATA - スペシャル・サンクス: 宮本仁美 |

## 参照
1. 1 2 3 4 5 6 7 8  『LIVE TOUR 2006 The Last Destination』（DVD）中森明菜、ユニバーサルシグマ、2007年1月17日。UMBK-1115。
2. 1 2 3 4 5 6 7  “中森明菜 UNIVERSAL MUSIC OFFICIAL WEBSITE”. LIVE TOUR 2006〜The Last destination〜.  ユニバーサルミュージック. 2007年9月11日時点のオリジナルよりアーカイブ。2011年7月12日閲覧。
3. ↑  『歌姫ベスト 〜25th Anniversary Selection〜』（12cmCD, 12cmCD+DVD）中森明菜、ユニバーサルシグマ、2007年1月17日。UMCK-1218、UMCK-9154。
4. ↑  “Perfect Choice 【 中森明菜 LIVE 2006 - The Last destination - 】”.  スカパー!. 2007年3月26日時点のオリジナルよりアーカイブ。2011年7月12日閲覧。
5. ↑  “ケイ・オプティコム|プレスリリース|「中森明菜 LIVE 2006 -The Last destination-」 eonetシアター/PCにおけるネット独占配信開始について”.  ケイ・オプティコム. 2007年12月13日時点のオリジナルよりアーカイブ。2011年7月12日閲覧。
6. ↑  “AKINA NAKAMORI LIVE TOUR 2006 The Last 中森明菜のプロフィールならオリコン芸能人事典”.  オリコン. 2010年11月3日時点のオリジナルよりアーカイブ。2012年8月1日閲覧。
7. ↑  “中森明菜3年ぶりのライブ決定。8日間で12公演 | 日テレNEWS24”.  日本テレビ放送網 (2009年6月9日). 2012年8月17日閲覧。
8. ↑  (2006年) 中森明菜『AKINA NAKAMORI LIVE TOUR 2006 〜The Last destination〜』のツアー・パンフレット. FAITHWAY